# Ciclo solar nos calendários
Ciclo solar nos calendários litúrgicos das igrejas cristãs é uma sequência de 28 números que indicam a posição dos anos que têm a mesma Letra dominical nessa sequência de anos comuns e bissextos.
Este ciclo tem 28 posições que correspondem ao número de combinações da sequência das 7 Letras dominicais, uma por cada dia da semana, de acordo com a regra do Calendário juliano em que em cada sequência de 4 anos, 3 serão comuns e 1 será bissexto.
Este Ciclo solar nos calendários repete-se sem cessar no Calendário juliano.
Com a entrada em vigor reforma do Calendário gregoriano, em 15 de outubro de 1582, o Ciclo solar nos calendários litúrgicos foi alterado em relação ao usado antes no Calendário juliano em consequências da adopção das duas novas regras principais : o salto de 10 dias no mês de outubro ao ano da reforma de 1582 e a passagem de 3 anos bissextos centenários a anos comuns em cada sequência de 400 anos, a partir de 1700, inclusive.
O uso deste Ciclo solar nos calendários litúrgicos  para os anos de 1584 a 1600 é apresentado no livro de António Ribeiro, editado logo a seguir à adopção do calendário gregoriano em Portugal
O Observatório Astronómico de Lisboa publica anualmente os dados astronómicos das efemérides e dos calendários do ano onde inclui o "Calendário católico" com a indicação do Ciclo solar.